# Trybunał Specjalny dla Libanu
Trybunał Specjalny dla Libanu (ang. Special Tribunal for Lebanon, arab. المحكمة الدولية الخاصة بلبنان) − międzynarodowy trybunał karny, powołany na mocy Rezolucji Rady Bezpieczeństwa ONZ nr 1757 z 30 maja 2007 do zbadania i osądzenia sprawy zabójstwa byłego libańskiego premiera Rafika al-Haririego, wraz z ponad 20 innymi osobami w zamachu bombowym w Bejrucie przeprowadzonym 14 lutego 2005.
Siedziba Trybunału mieściła poza granicami Libanu, w Holandii. Kryteriami wyboru było zapewnienie sprawiedliwego i uczciwego procesu oraz bezpieczeństwo i efektywność administrowania, w tym zapewnienie praw ofiar i dostęp do świadków. Holandia zgodziła się na umiejscowienie siedziby Trybunały na swoim terytorium pod warunkiem, że ONZ poniesie koszty utrzymania siedziby, a osoby skazane będą odbywać karę pozbawienia wolności poza granicami kraju.
Zakres działania i organizację Trybunału określał Statut, który stanowi załącznik do Rezolucji nr 1757.
Trybunał powołano na okres trzech lat, który zaczyna płynąć od dnia rozpoczęcia prac Trybunału. Po trzech latach strony Statutu, ONZ i Republika Libańska dokonają przeglądu postępów prac Trybunału Specjalnego. W przypadku jeżeli Trybunał nie zakończy prac, umowa go ustanawiająca zostanie przedłużona na okres pozwalający dokończyć prace (określony przez Sekretarza Generalnego ONZ w porozumieniu z rządem Libanu i Radą Bezpieczeństwa ONZ).

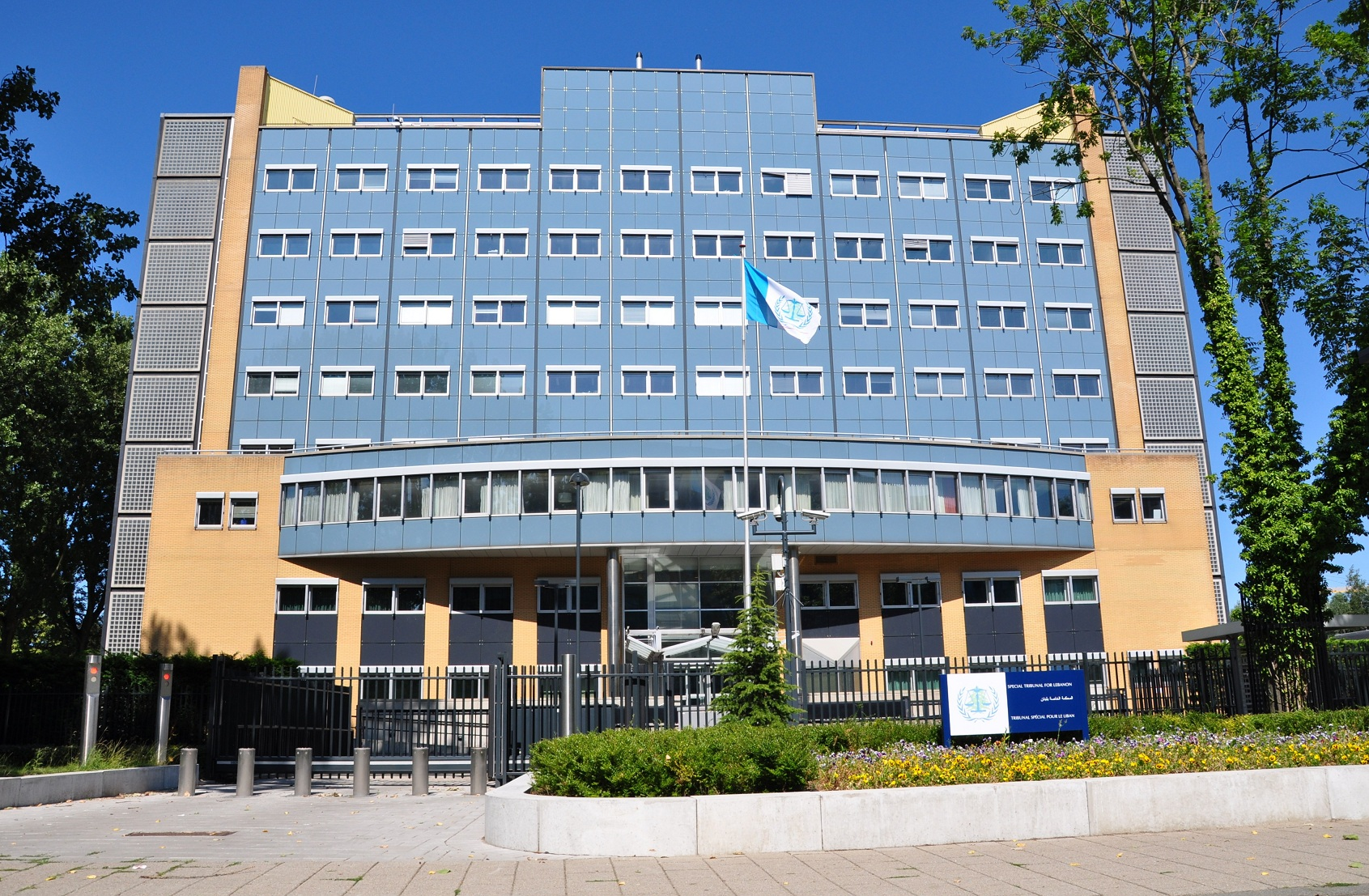
Trybunał Specjalny dla Libanu, Leidschendam

W lipcu 2021 roku Specjalny Trybunał dla Libanu ogłosił, że boryka się z trudnościami finansowymi z powodu braku funduszy, głównie z powodu pogłębiającego się kryzysu gospodarczego w Libanie. Ostatecznie 31 grudnia 2023 roku rzecznik ONZ Stéphane Dujarric ogłosił zamknięcie Trybunału Specjalnego dla Libanu.

## Jurysdykcja
Zgodnie z art. 1 Statutu Trybunał ma jurysdykcję nad osobami odpowiedzialnymi za zamach przeprowadzony 14 lutego 2005 w Bejrucie, w którym zginął były premier Libanu Rafik al-Hariri, a także w którym zginęły i zostały ranne inne osoby.
Dodatkowo, w przypadku jeżeli Trybunał stwierdzi, że inne zamachy przeprowadzone w okresie od 1 października 2004 do 12 grudnia 2005 lub każdy późniejszy określony przez strony Statutu za zgodą Rady Bezpieczeństwa ONZ, mają związek z zamachem z 14 lutego 2005, to również nad sprawcami tych zamachów Trybunał ma jurysdykcję, o ile pozostaje to w zgodzie z zasadami prawa karnego (ang. principles of criminal justice), a czyn ten jest w swojej naturze i ciężarze podobny do zamachu z 14 lutego 2005. Statut określa ów związek jako między innymi kombinację elementów: zamiaru popełnienia przestępstwa (motyw), cel, przymioty ofiar będących celem, modus operandi oraz właściwości sprawcy.

## Organizacja
Trybunał składa się z organów: Izb (ang. Chambers), Prokuratora (Prosecutor), Kancelarii (Registry) oraz Biura Obrony (Defence Office).
Oficjalnymi językami Trybunału Specjalnego są arabski, francuski i angielski. W każdym procesie izby mogą zadecydować o stosowaniu jednego albo dwóch języków jako roboczych.

### Izby i sędziowie
Izbami są Sędzia Przedprocesowy (ang. Pre-Trial Judge), Izba Procesowa (ang. Trial Chamber) i Izba Odwoławcza (ang. Appeals Chamber). Na wniosek Sekretarza Generalnego ONZ lub Prezesa Trybunału może zostać powołana druga Izba Procesowa, nie wcześniej jednak niż po upływie sześciu miesięcy od rozpoczęcia prac Trybunału.
Izby składają się z nie mniej niż jedenastu i nie więcej niż z czternastu niezależnych sędziów:
- stanowisko Sędziego Przedprocesowego jest przypisane sędziemu międzynarodowemu,
- Izba Procesowa składa się z trzech sędziów, z których jeden jest obywatelstwa libańskiego, a pozostali dwaj są sędziami międzynarodowymi (identyczny jest skład ewentualnej drugiej Izby Procesowej),
- Izba Odwoławcza składa się z pięciu sędziów, dwóch libańskich i trzech międzynarodowych,
- dwóch sędziów zastępczych po jednym libańskim i międzynarodowym.

Sędziami Trybunału mogą zostać osoby o wysokiej moralności, bezstronne i rzetelne, z dużym doświadczeniem w sądownictwie, a także znajomością prawa karnego materialnego i procesowego oraz prawa międzynarodowego. Jako osoby niezależnie wykonujące swe funkcje, nie mogą otrzymywać ani szukać instrukcji od jakiegokolwiek rządu ani z żadnego innego źródła.
Sędziowie libańscy są powoływani przez Sekretarza Generalnego ONZ z listy dwunastu osób przedstawionej przez rząd libański, skompletowanej przez Najwyższą Radę Sądownictwa Republiki Libańskiej. Sędziowie międzynarodowi są powoływani przez Sekretarza Generalnego z kandydatów państw zaproszonych przez Sekretarza do obsadzenia stanowisk, a także z kandydatów przedstawionych przez upoważnione osoby. Sekretarz Generalny ma obowiązek konsultować swój wybór z rządem Libanu. Sekretarz Generalny powołuje sędziów z rekomendacji powołanego przez siebie zespołu dwóch sędziów trybunałów międzynarodowych i przedstawiciela Sekretarza. Kadencja sędziów Trybunału trwa trzy lata z możliwością ponownego wyboru.
Sędziowie Izby Procesowej i Izby Odwoławczej wybierają spośród siebie przewodniczącego.

### Prezes
Prezesem Trybunału Specjalnego jest przewodniczący Izby Odwoławczej. Prezes reprezentuje Trybunał na zewnątrz oraz jest odpowiedzialny za jego efektywne funkcjonowanie i właściwą administracją sprawiedliwości Trybunału. Do obowiązków Prezesa należy też składanie raportów rocznych z działalności Trybunału Sekretarzowi Generalnemu i rządowi Libanu.
Prezes Trybunału na wniosek przewodniczącego Izby Procesowej może, o ile leży to w interesie wymiaru sprawiedliwości, upoważnić zastępczego sędziego do obecności na każdym stadium procesu, a także zastąpić sędzią zastępczym sędziego niezdolnego do uczestnictwa w procesie.

### Prokurator
Prokurator jest niezależnym i oddzielnym organem Trybunału, który jest odpowiedzialny na prowadzenie postępowania przygotowawczego i oskarżanie przed izbami Trybunału osób odpowiedzialnych za przestępstwa wchodzące pod jurysdykcję Trybunału. Prokurator nie może otrzymywać ani szukać instrukcji od jakiegokolwiek rządu ani z żadnego innego źródła.
Prokuratorem Trybunału może zostać osoba o wysokiej moralności, posiadająca najwyższy stopień umiejętności zawodowych i mająca duże doświadczenie w prowadzeniu postępowań przygotowawczych i oskarżaniu w sprawach karnych.
Prokuratora powołuje na trzyletnią kadencję z możliwością ponownego wyboru Sekretarz Generalny w porozumieniu z rządem Libanu. Prokuratora wspiera Libański Wiceprokurator (ang. Lebanese Deputy Prosecutor), powoływany przez rząd Libanu w porozumieniu z Sekretarzem Generalnym i Prokuratorem oraz urzędy libańskie i międzynarodowe. Władze Libanu są obowiązane wspomagać Prokuratora w wykonywaniu swoich zadań.
Organem pomocniczym Prokuratora jest Biuro Prokuratora (ang. Office of the Prosecutor). Biuro ma uprawnienia do przesłuchiwania podejrzanych, ofiar i świadków, zbierania materiału dowodowego oraz prowadzenia śledztwa na miejscu zbrodni.
Jeżeli leży to w interesie wymiaru sprawiedliwości, Prokurator może w jednym procesie oskarżyć więcej niż jedną osobę, jeżeli osoby te są oskarżane o popełnienie tych samych albo innych przestępstw mających związek z tą samą sprawą.

### Kancelaria
Kancelaria prowadzi administrację Trybunału i jest odpowiedzialna przed Prezesem. Na czele Kancelarii stoi Kanclerz, powoływany przez Sekretarza Generalnego spośród pracowników ONZ na trzyletnią kadencję z możliwością ponownego wyboru. Częścią Rejestru jest Wydział ds. Ofiar i Świadków (ang. Victims and Witnesses Unit), który, w porozumieniu z Biurem Prokuratora, podejmuje środki niezbędne dla zapewnienia bezpieczeństwa i właściwych warunków pobytu osób, które zostają wezwane przed Trybunał.

### Biuro Obrony
Biuro Obrony zapewnia prawo do obrony i wsparcie obrońców, prowadzi badania prawa, zbiera dowody i opinie oraz występuje przed innymi organami Trybunału. Na czele Biura Obrony stoi Kierownik, powoływany przez Sekretarza Generalnego w porozumieniu z Prezesem Trybunału Specjalnego. Kierownik jest odpowiedzialny za powoływanie pracowników Biura oraz określenie listy obrońców.
Rząd Libanu ma obowiązek zapewnić obrońcom warunki umożliwiające swobodne i niezależne wykonywanie swoich funkcji. Obrońcy są objęci szerokim immunitetem:
- nie mogą zostać pozbawieni wolności (w tym aresztowani), ich bagaż osobisty nie może zostać zatrzymany,
- przysługuje nietykalność dokumentów służbowych,
- brak odpowiedzialności karnej i cywilnej w zakresie czynów związanych pełnieniem funkcji obrońcy, immunitet rozciąga się także na okres po zakończeniu sprawowania funkcji,
- nie dotyczą ich ograniczenia związane z prawem migracyjnym podczas pobytu w kraju siedziby Trybunału oraz podczas podróży związanych z pracą Trybunału.